# Circumferència d'altures iguals

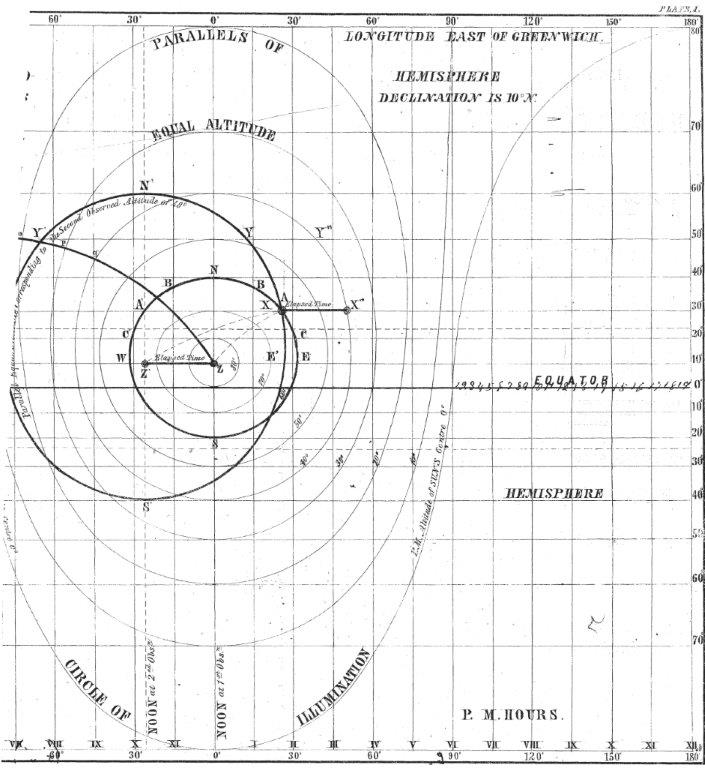
Descobriment de la circumferència d'altures iguals - A New and Accurate Method of Finding a Ship's Position at Sigui, by Projection on Mercator's Chart, Capt. Thomas H. Sumner, july- 1843, Thomas Groom & Company of Boston

La circumferència d'altures iguals, o també cercle de posició o cercle d'altures iguals, (per influència de l'anglès), és a efectes pràctics la LOP o línia de posició en navegació astronòmica.
Es defineix com el lloc geomètric de l'esfera terrestre en el qual un observador veu un astre, en un instant determinat, amb la mateixa altura observada, Ho.
El seu ús va ser ideat pel marí nord-americà Thomas Hubbard Sumner el 1837.

## Paràmetres

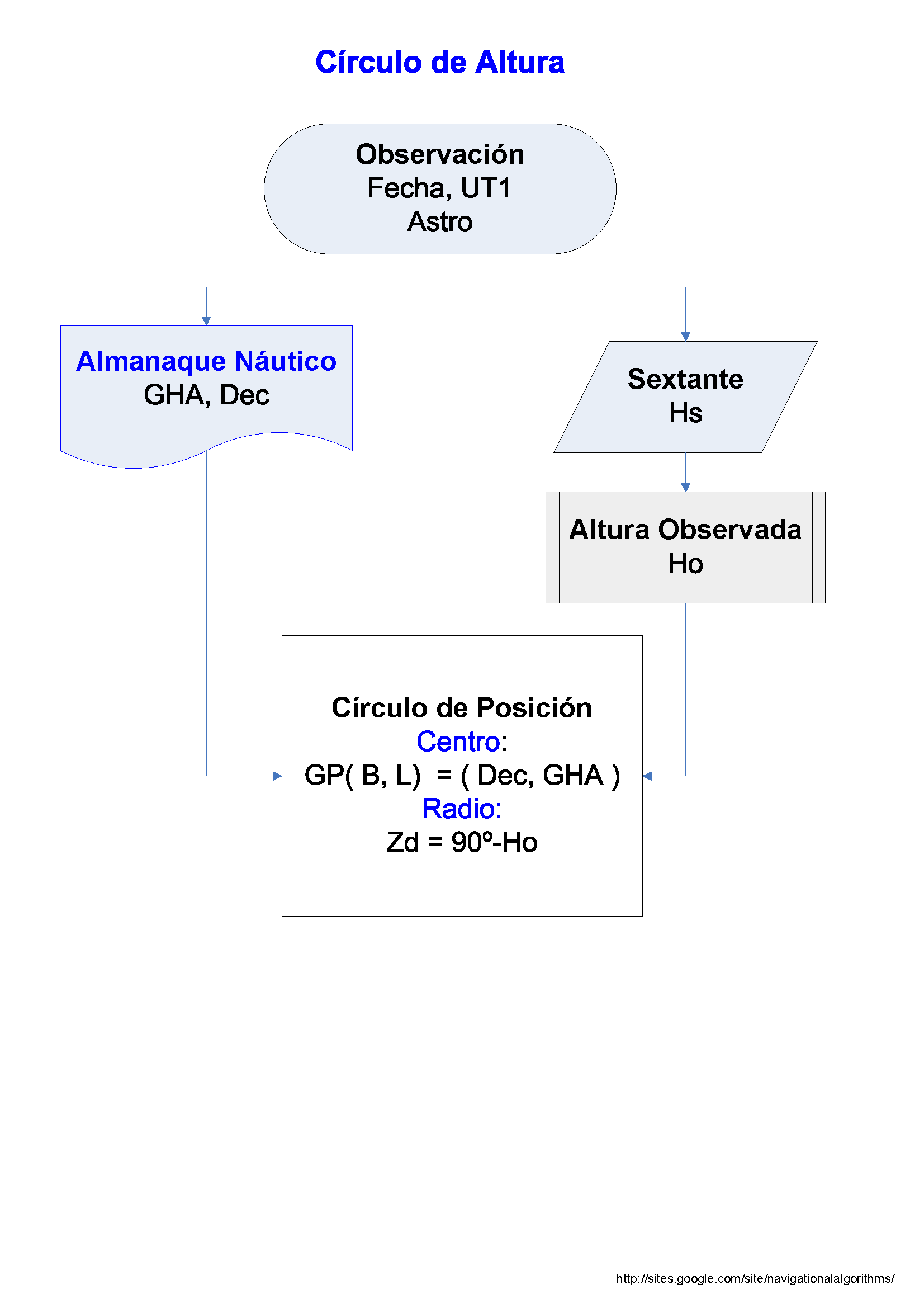
Paràmetres de la circumferència d'altures iguals

És una circumferència que té com a centre el pol d'il·luminació de l'astre observat, i de radi, l'arc de cercle màxim de valor la distància zenital.
- Centre = Pol d'il·luminació de l'astre: (B, L) = (Dec, GHA)
- Radi = Distància zenital. zd [nm] = 60 (90° - Ho)

## Equació
L'equació lliga les següents variables:
- La situació o posició de l'observador: B, L.
- Les coordenades de l'astre observat: GHA, Dec.
- L'altura veritable de l'astre: Ho.

{\displaystyle sinHo=sinB*sinDec+cosB*cosDec*cosLHA\,}
Sent B la latitud, (+N/-S), L la longitud, (+I/-W). LHA = GHA + L és l'angle horari local, Dec i GHA són la declinació i l'angle horari en Greenwich de l'astre observat. I Ho és l'altura veritable, és a dir, l'altura mesurada amb el sextant i corregida.

## Casos particulars
- Paral·lel de latitud per altura de l'Estel Polar.
- Paral·lel de latitud per altura del Sol al migdia, o altura meridiana.
- Meridià de longitud coneguda l'hora del cronòmetre i la latitud.
- Cercle d'Il·luminació o terminador.